# هوراس گرین
هوراس گرین (انگلیسی: Horace Green; ۲۳ آوریل ۱۹۱۸ – ژوئیه ۲۰۰۰ (aged 82)) بازیکن فوتبال اهل بریتانیا بود.
از باشگاه‌هایی که در آن بازی کرده‌است می‌توان به باشگاه فوتبال لینکولن سیتی اشاره کرد.